# Lviv-Danilo Halickij nemzetközi repülőtér

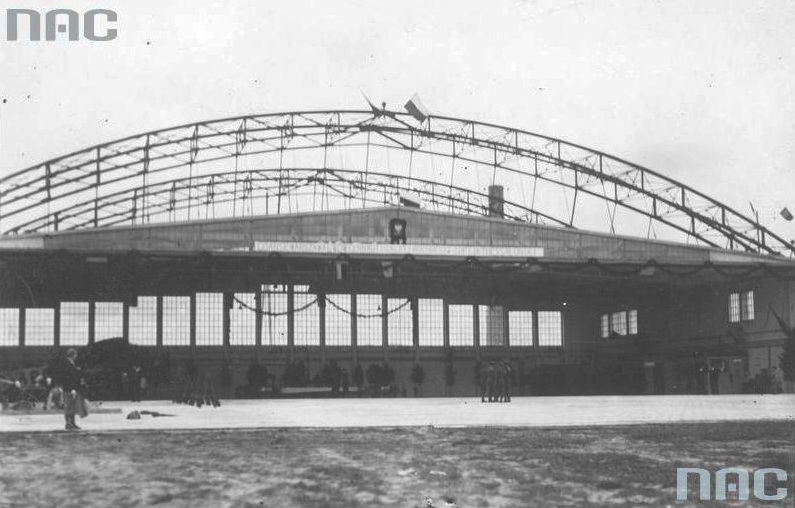
1939 előtt

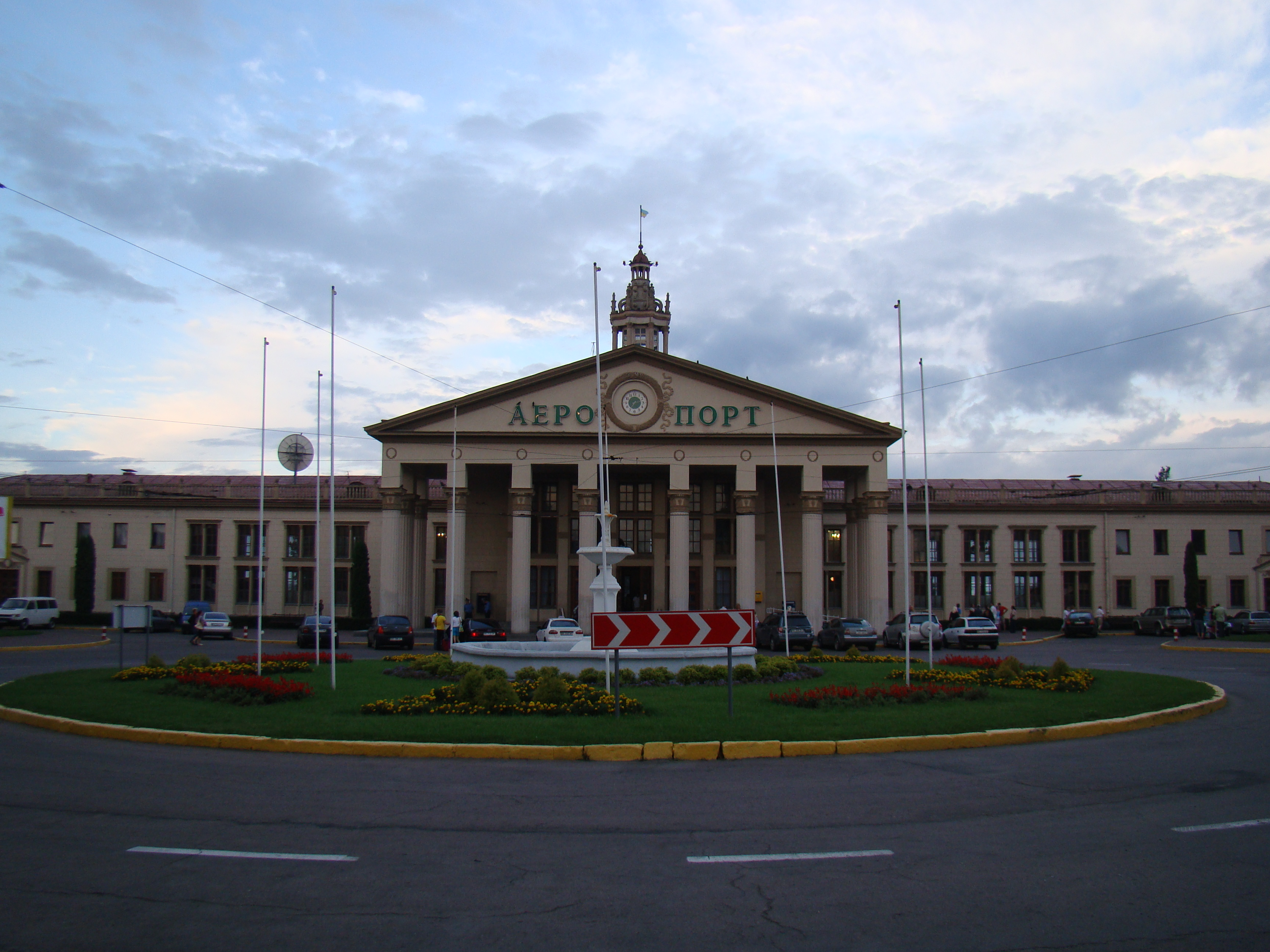
A régi terminál 2010-ben

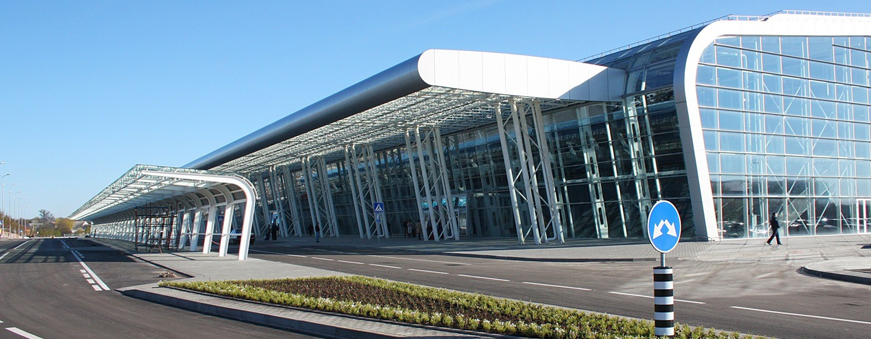
A modern terminálépület

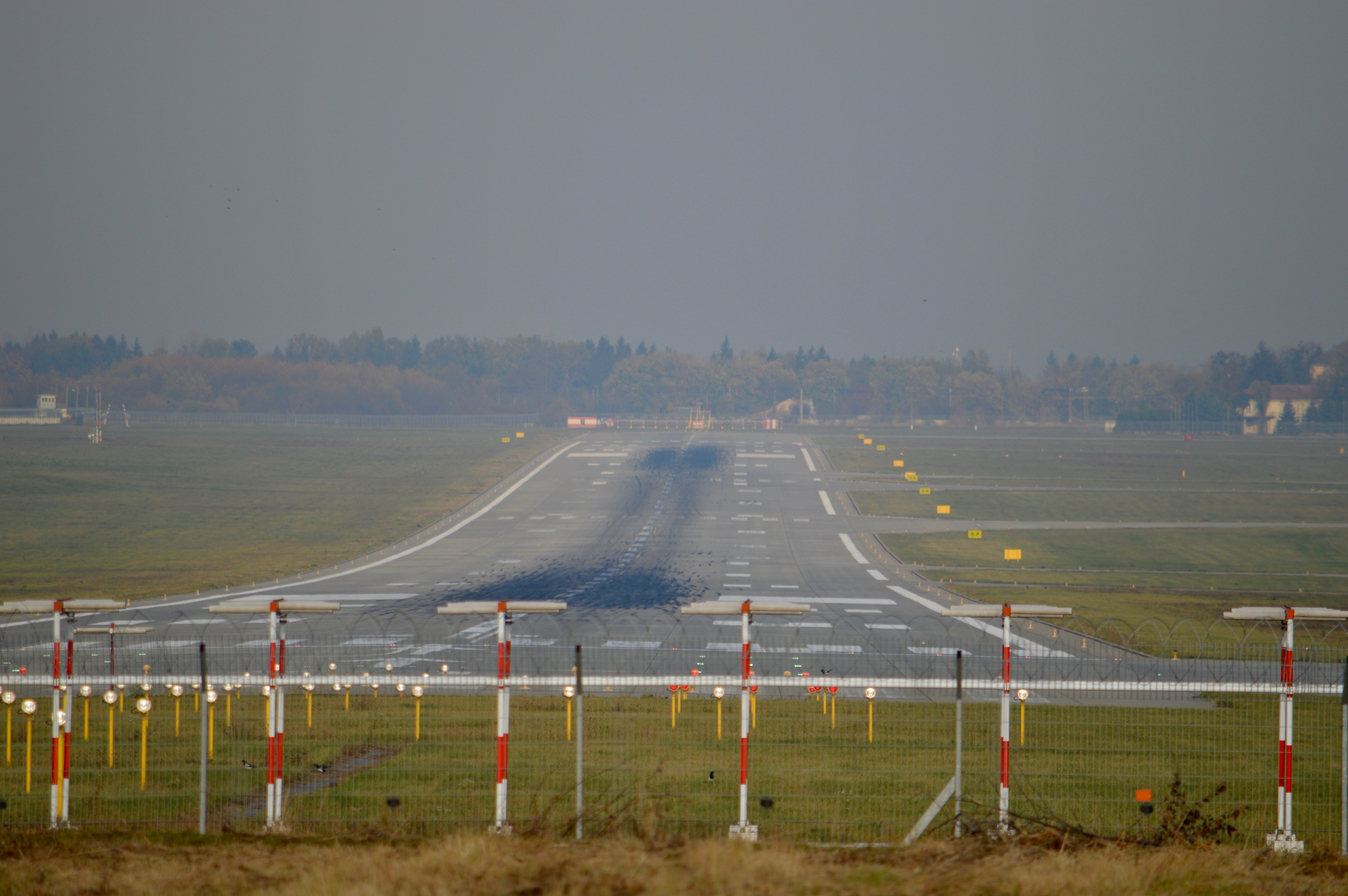
A repülőtér kifutópályája

A Lviv-Danilo Halickij nemzetközi repülőtér (ukránul: Міжнародний аеропорт «Львів» імені Данила Галицького, magyar átírásban: Mizsnarodnij aeroport Lviv imenyi Danila Halickoho), röviden Lvivi nemzetközi repülőtér (IATA: LWO, ICAO: UKLL) az ukrajnai Lvivben működő nemzetközi repülőtér. Ismert még Szknilivi repülőtér néven is. Lviv központjától 6 km-re délnyugatra, Szkniliv falu mellett fekszik. 1929-ben nyitották meg. Utolsó jelentős modernizálására a 2012-es labdarúgó-Európa-bajnokság előtt került sor. Ekkor nevezték el Danilo halicsi fejedelemről, aki a várost alapította 1256-ban. A repülőtér mellett található a Lvivi Állami Repülőgépjavító Üzem.

## Története
A város első repülőtere Levangyivka falu mellett nyílt meg. Ezt eredetileg katonai repülőtérnek építették 1914-ben az Osztrák-Magyar Monarchia repülőalakulatai számára. 1922-ben, az akkor Lengyelországhoz tartozó katonai repülőteret megnyitották a polgári forgalom előtt is. A repülőtér kapacitása és az infrastruktúra azonban nem felelt meg a polgári forgalom  követelményeinek, ezért 1923-ban döntés született arról, hogy Szkniliv mellett új közforgalmi repülőteret építenek.
A repülőtér 1929-ben nyílt meg Lwów-Skniłów repülőtér néven; Skniłów a közeli falu neve volt, ma Szkniliv néven Lviv része. A második világháború előtt belföldi járatok kötötték össze Varsóval és Krakkóval. 1930-ban a bukaresti járattal indult meg a nemzetközi forgalom; az útvonalat 1931-ben meghosszabbították Szófiáig és Thesszalonikiig, majd 1936-ban Athénig és Lodig.

### A 2010 utáni fejlesztések
2010-ben a repülőteret 481 900 utas használta. A 2012-es Euro 2012 futball-bajnokságra készülve a repülőtér 200 millió dolláros fejlesztésen esett át. Az új terminálépület területe 34 000 m², utaskapacitása óránként 1000 utas. A költségekből az ukrán kormány 70 milliót állt, a maradékot privát befektetők. A bővítés részeként a meglévő futópályát 700 métertel bővítették, és óránként akár 2000 utas (évente 5,69 millió utas) fogadására is alkalmas új terminál épült.
A repülőtér a megszűnt Wizz Air Ukraine egyik fő bázisa volt. A légitársaság négy nemzetközi útvonalat üzemeltetett innen (Nápoly, Bergamo, Treviso és Dortmund repülőterére) 2015 áprilisi megszűnéséig (a Kijevből induló járatok, melyeket az anyacég, a Wizz Air átvett, továbbra is üzemelnek). 2017 januárjában a Wizz Air bejelentette, hogy újra indít járatokat Lvivbe, elsőként a wroclawi repülőtérről.
2017 márciusában a Ryanair is bejelentette, hogy októbertől hét városból is indít járatokat Lvivbe. Ezeket a terveit azonban később elvetette a légitársaság, mert nem sikerült egyezségre jutnia a kijevi boriszpili nemzetközi repülőtérrel, és ezért elhalasztotta belépését az ukrán piacra. Az ukrán kormány azonnal nyomást gyakorolt a boriszpili repülőtérre, és megvádolta az Ukraine International Airlinest az egyezség szabotálásával. Ennek köszönhetően folytatódtak a tárgyalások a Ryanairrel, és 2018 márciusában bejelentették, hogy a légitársaság tíz új járatot indít Boriszpilről és ötöt Lvivből.

### 2022-es orosz támadás
2022. március 18-án reggel Oroszország a Fekete-tenger térségéből indított robotrepülőgépekkel támadta a lvivi repülőteret. A robotrepülőgépek egy része a repülőtér területén működő lvivi repülőgépjavító üzembe csapódott.

## Létesítmények

### Az A terminál
A repülőtér két terminállal rendelkezik (1 és A), de jelenleg csak az A üzemel, ami 2012-ben nyílt meg. 29 check-in pultja közül kilenc a belföldi, húsz a nemzetközi járatokat szolgálja ki. Kilenc beszállítókapuja közül négyhez tartozik utashíd; a kapuk óránként összesen 2000-es utasforgalmat tesznek lehetővé. Emellett négy kávézó, két vámmentes üzlet, valamint két lounge (egy a belföldi, egy a nemzetközi utasok számára) található a terminálon.

### 1. terminál
Az 1955-ben megnyílt 1-es terminál a repülőtér egyetlen terminálja volt 2012-ig, az A terminál megnyitásáig. Óránként 300 induló és 220 érkező utast tud kezelni. Jelenleg nem használt; még kidolgozatlan tervek szerint a jövőben VIP terminálként üzemelhet.

## Légitársaságok és úticélok
2022. február 24-én az Ukrajna ellen indított orosz katonai agresszió miatt az összes járatot határozatlan időre felfüggesztették. Korábban (2018. októberi állapot szerint) a következő légitársaságok üzemeltettek Lvivből menetrend szerinti vagy charterjáratokat:
| Légitársaság                   | Célállomások |
| ------------------------------ | --- |
| AtlasGlobal                    | Antalya |
| American Airlines              | szezonális charter: Miami |
| Anda Air                       | szezonális charter: Antalya |
| Austrian Airlines              | Bécs |
| Azerbaijan Airlines            | Baku |
| Azur Air Ukraine               | Charter: Sarm es-Sejk szezonális charter: Antalya, Dalaman, Hurghada                                                                                             |
| Belavia                        | Minszk |
| Bravo Airways                  | szezonális charter: Antalya, Hurghada, Tivat |
| Ellinair                       | szezonális: Thesszaloniki |
| Ernest Airlines                | Bergamo, Milánó-Malpensa, Nápoly, Róma-Fiumicino, Velence |
| LOT                            | Bydgoszcz, Olsztyn-Mazury, Poznań, Varsó-Chopin |
| Lufthansa                      | München |
| Motor Sich Airlines            | Kijev-Zsuljani |
| Pegasus Airlines               | Isztambul-Sabiha Gökçen |
| Ryanair                        | Krakkó, London-Stansted, Memmingen, Varsó-Modlin, Weeze |
| SkyUp                          | szezonális charter: Dalaman, Hurghada, Larnaca, Sarm es-Sejk, Tivat                                                                                              |
| Turkish Airlines               | Isztambul-Atatürk |
| Ukraine International Airlines | Bologna, Kijev-Boriszpil, Madrid, Róma-Fiumicino, Tel Aviv-Ben Gurion szezonális: Barcelona szezonális charter: Antalya, Sarm es-Sejk                            |
| Windrose Airlines              | szezonális charter: Antalya, Dalaman, Hurghada, Sarm es-Sejk |
| Emirates                       | Dubai (2019-től) |
| Qatar Airways                  | Doha (2019 tavaszától) |
| Wizz Air                       | Berlin-Schönefeld, Pozsony, Koppenhága (2019. március 3-tól), Dortmund, Frankfurt-Hahn (2018. december 14-től), Gdańsk, Katowice, London-Luton, Vilnius, Wrocław |
| Yanair                         | szezonális: Batumi szezonális charter: Barcelona, Sarm es-Sejk                                                                                                   |

## Statisztika

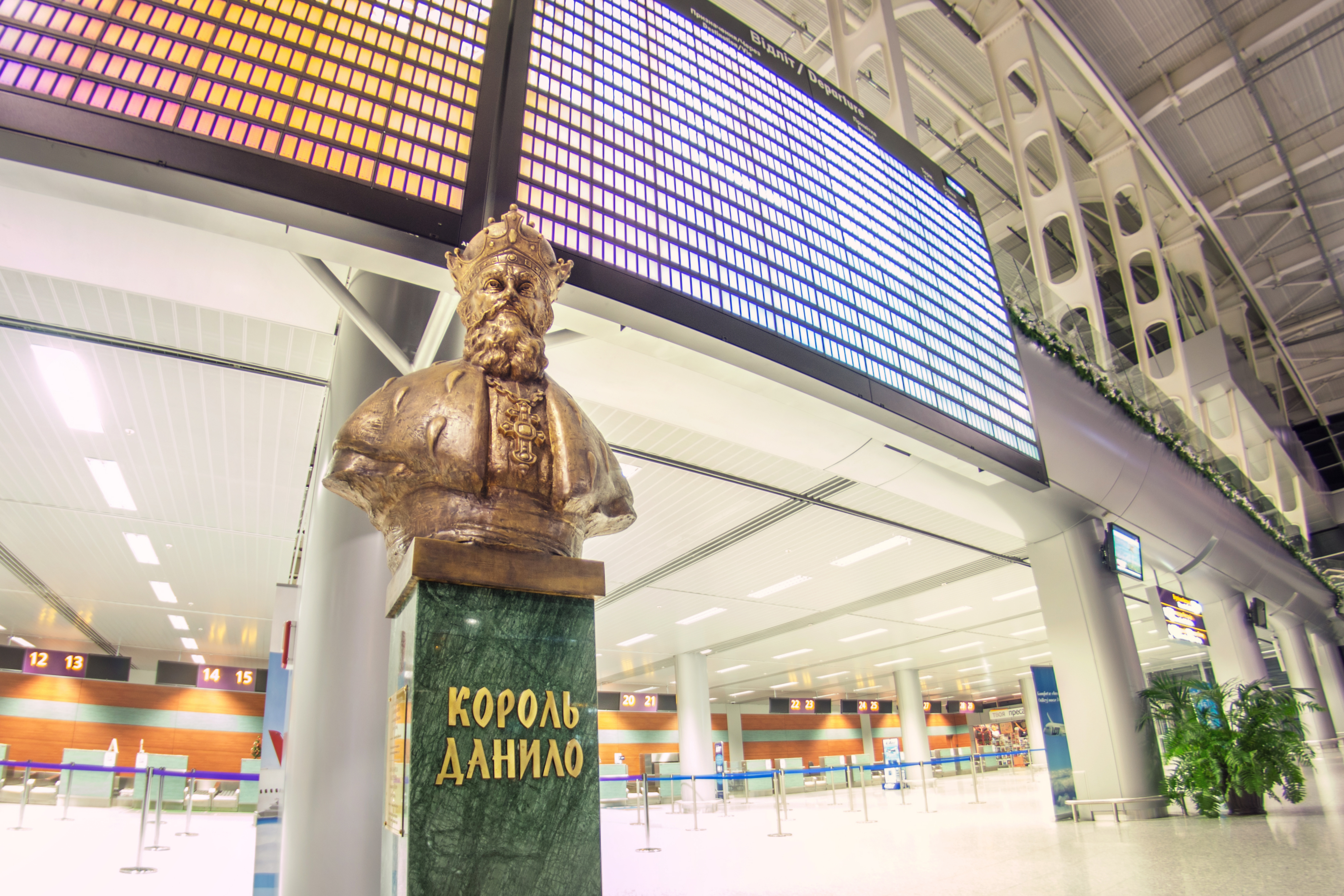
Danilo Halickij mellszobra az új terminálon

### Utasszám
| Év   | Utasszám                      | Változás | Összesen 2002–2017 (millió utas) |
| ---- | ----------------------------- | -------- | -------------------------------- |
| 2002 | 110 200                       | -        |                                  |
| 2003 | 144 100                       | 035,8%   |                                  |
| 2004 | 198 200                       | 035,5%   |                                  |
| 2005 | 235 900                       | 019,0%   |                                  |
| 2006 | 278 200                       | 018,0%   |                                  |
| 2007 | 427 100                       | 052,4%   |                                  |
| 2008 | 532 100                       | 025,5%   |                                  |
| 2009 | 452 300                       | 015,0%   |                                  |
| 2010 | 481 900                       | 06,5%    |                                  |
| 2011 | 297 000                       | 038,4%   |                                  |
| 2012 | 576 000                       | 094,0%   |                                  |
| 2013 | 700 800                       | 021,0%   |                                  |
| 2014 | 585 200                       | 016,5%   |                                  |
| 2015 | 570 570                       | 02,5%    |                                  |
| 2016 | 738 000                       | 029,4%   |                                  |
| 2017 | 1 080 000                     | 046,3%   |                                  |
| 2018 | 1 204 700 (január-szeptember) | 046,6%   |                                  |

### Legforgalmasabb útvonalak
| Város     | Repülőtér                                                           | Heti indulások (2017 nyár) | Légitársaság                                        |
| --------- | ------------------------------------------------------------------- | -------------------------- | --------------------------------------------------- |
| Varsó     | Varsó-Chopin repülőtér                                              | 23                         | LOT Polish Airlines                                 |
| Kijev     | Boriszpili nemzetközi repülőtér Kijev-Zsuljani nemzetközi repülőtér | 18                         | Motor Sich Airlines, Ukraine International Airlines |
| Isztambul | Atatürk nemzetközi repülőtér Sabiha Gökçen nemzetközi repülőtér     | 12                         | Pegasus Airlines, Turkish Airlines                  |
| Bécs      | Bécs–Schwechati nemzetközi repülőtér                                | 10                         | Austrian Airlines                                   |
| Minszk    | Minszki nemzeti repülőtér                                           | 7                          | Belavia                                             |
| München   | Müncheni repülőtér                                                  | 7                          | Lufthansa                                           |

## Megközelítése
A repülőtérre a városközpontból a 48-as busz és a 9-es trolibusz megy. A repülőtéren taxi és autókölcsönző is elérhető.

## Balesetek
- 2002-ben itt történt a szknilivi légibemutató katasztrófája. Az Ukrán Légierő egyik Szu–27-es vadászrepülőgépe műrepülés közben a nézők közé zuhant. A katasztrófában 77-en meghaltak és 543-an megsérültek. A gép pilótáját, Volodimir Toponart 14, a másodpilóta Jurij Jehorovot nyolc év börtönbüntetésre ítélték.[26]